# Schmidtskotten
Der Schmidtskotten, auch Halfenbandenkotten, Wipperbandenkotten und Vooskotten genannt,:94 ist ein ehemaliger Schleifkotten in der bergischen Großstadt Solingen.

## Lage und Beschreibung
Der Schmidtskotten liegt im Naturschutzgebiet Weinsberger Bachtal am Unterlauf des Weinsberger Bachs und dort an einem westlichen Ufer des Baches südlich von Kohlsberg im Stadtbezirk Burg/Höhscheid. Er befindet sich abseits städtischer Bebauung am Ende einer Stichstraße, die in der Hofschaft Wippe im Süden abzweigt. 
Bei dem Schmidtskotten handelt es sich um ein zweigeschossiges, giebelständiges, verschiefertes Fachwerkhaus mit Satteldach mit einem L-förmigem Grundriss (Schmidtskotten 9, 11, 12) sowie ein zum Hauptgebäude im rechten Winkel angeordnetes eingeschossiges Nebengebäude in Sichtfachwerk (Schmidtskotten 10). Beide Gebäude zeigen sich in der typischen Form und Farbgestaltung des Bergisches Hauses mit schwarzen Balken, weißen Gefachen und grünen Fensterläden.   

## Geschichte
Der Kotten wurde um 1660 am Ufer des Weinsberger Baches errichtet und gehörte zum Gut Meiswinkel. Wie alle Solinger Schleifkotten war der heutige Schmidtskotten von stetigen Eigentümerwechseln geprägt, die oft auch eine Umbenennung des Kottens zur Folge hatten. Bis 1801 war der Kotten im Besitz der Eheleute Melchior, danach wurde er an den Schleifer Johann Abraham Voos verkauft und hieß Vooskotten. Im Jahre 1853 wurde ein größeres Wasserrad eingebaut. Da ab 1882 Otto Schmidt in die Familie Voos einheiratete, wechselte der Name des Kottens in den heute gebräuchliche Bezeichnung Schmidtskotten. 1957 wurde der Kotten auf elektrischen Strom umgestellt.:93f.
Die Topographische Aufnahme der Rheinlande von 1824 verzeichnet den Kotten unbenannt und die Preußische Uraufnahme von 1844 verzeichnet ihn als Schl. Die Preußische Neuaufnahme von 1891 verzeichnet ihn als Wipperbandenkotten. Die Bezeichnung Schmidtskotten findet sich auf topografischen Karten erst ab den 1960er Jahren, im amtlichen Stadtplan aber bereits ab den 1930er Jahren.
Der Schleifbetrieb im Kotten wurde in der zweiten Hälfte des 20. Jahrhunderts eingestellt und die Gebäude zu Wohnhäusern umgebaut. Der Kotten wurde am 23. Oktober 1996 in die Denkmalliste der Stadt Solingen eingetragen.